# Penguin Random House Grupo Editorial
Penguin Random House Grupo Editorial és una empresa amb seu a Barcelona, propietària de més d'una vintena de segells editorials amb presència a Espanya i a diversos països llatinoamericans. És líder en edició i distribució en llengua espanyola, tot i que també té algun segell en català com Rosa dels vents o La Campana.

## Segells editorials
El grup té diferents segells editorials, entre els quals s'engloben:
- Areté
- Grijalbo
- Rosa dels vents
- Debate
- Junior
- Lumen
- Mondadori
- Montena
- Plaza & Janés
- Debolsillo
- Debutxaca
- Distrito Manga
- Salamandra
- Beascoa

## Fons i documentació
El juny de 2014 el grup va anunciar una donació a la Biblioteca de Catalunya d'una part del fons d'arxiu dels coneguts segells Plaza & Janés i Grijalbo, que inclou la documentació generada durant l'activitat empresarial d'ambdues empreses en el curs de la producció d'obres i està constituïda principalment per documentació en paper, fotografies i materials sonors i/o audiovisuals. Amb l'entrada d'aquest fons es contribueix a completar la informació existent per a l'estudi del patrimoni d'editors i editats, el projecte de la Biblioteca de Catalunya que pretén reunir i identificar el patrimoni editorial de Catalunya.